# Newton, Texas
Newton är administrativ huvudort i Newton County i Texas. Orten har fått sitt namn efter militären John Newton. Countyts ursprungliga huvudort var Quicksand Creek, varifrån huvudorten flyttades till Burkeville. År 1853 byggdes ett nytt domstolshus i countyts geografiska mittpunkt och orten som grundades runt omkring fick namnet Newton. Orten hade 2 478 invånare enligt 2010 års folkräkning.